# Parker Jackson-Cartwright
Parker Jackson-Cartwright, né le 12 juillet 1995 à Los Angeles en Californie, est un joueur de basket-ball professionnel de nationalité américaine. Il mesure 1,75 m et évolue au poste de meneur.

## Biographie
Après cinq années jouées dans l'équipe universitaire de Wildcats de l'Arizona, Parker Jackson-Cartwright intègre en 2019 le championnat de Grande-Bretagne dans l'équipe des Cheshire Phoenix avec laquelle il marque une moyenne 19,9 points par match.
En signant au Saint-Quentin Basket-Ball en juillet 2020, il décide de poursuivre sa carrière européenne en seconde division française,.
Après sa magnifique saison 2020-2021 au Saint-Quentin Basket-Ball (15,6 points par match, 3,3 rebonds, 7,2 passes décisives, 2,4 interceptions et 18,7 d'évaluation), il signe dans le club allemand de Telekom Baskets Bonn, en première division du championnat d'Allemagne.
Lors de la saison 2021-2022, Jackson-Cartwright est élu MVP du championnat d'Allemagne (19,3 points et 7,4 passes décisives de moyenne),.
En juillet 2022, Jackson-Cartwright s'engage avec le champion de France, l'ASVEL Lyon-Villeurbanne. En janvier 2023, Jackson-Cartwright et l'ASVEL se séparent « d'un commun accord ».

## Palmarès
- MVP du championnat Pro B 2022-2023